# Mai Hontama

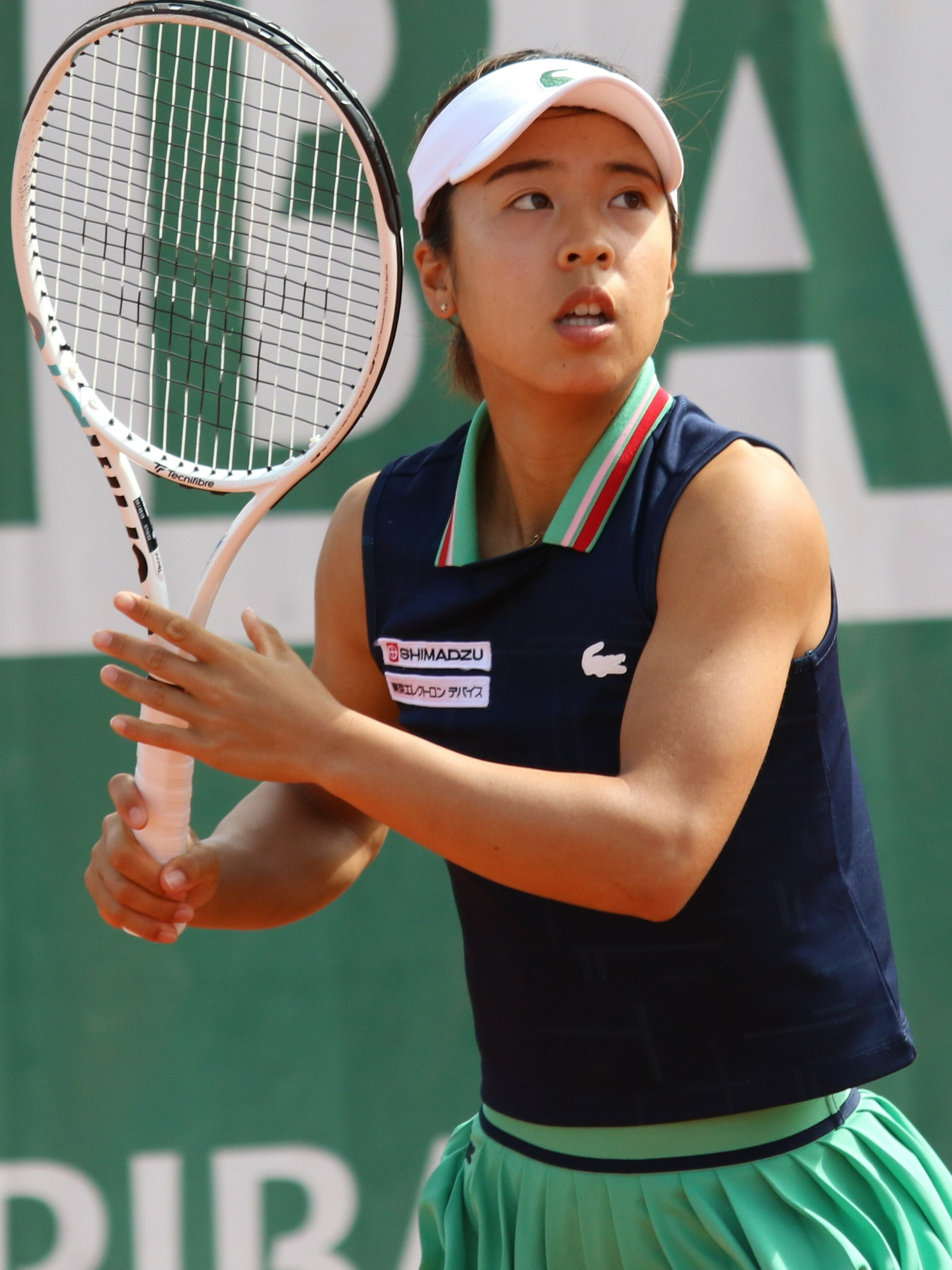
Roland Garros 2022 (kwalificatie)

Mai Hontama (Japans: 本玉 真唯, Hontama Mai) (Tokio, 30 augustus 1999) is een tennisspeelster uit Japan. Hontama begon op vierjarige leeftijd met het spelen van tennis. Haar favoriete ondergrond is hardcourt. Zij speelt rechtshandig en heeft een tweehandige backhand. Zij is actief in het internationale tennis sinds 2015.

## Loopbaan
In mei 2021 won Hontama haar eerste titel, op het ITF-toernooi van Salinas (Ecuador) – in de finale versloeg zij de Canadese Carol Zhao. In oktober maakte Hontama haar WTA-debuut in Chicago – hier kwam zij als kwalificante tot de kwartfinale. In november kwam zij binnen op de top 150 van de wereldranglijst.
In 2022 had Hontama haar grandslamdebuut op Wimbledon, doordat zij zich via het kwalificatietoernooi een plek in de hoofdtabel had veroverd – door af te rekenen met de Deense Clara Tauson bereikte Hontama de tweede ronde.
In juni 2023, na het winnen van haar vijfde ITF-dubbelspeltitel in Brescia (Italië), trad Hontama ook in het dubbelspel toe tot de top 150 van de wereldranglijst. Zij stond in oktober voor het eerst in een WTA-finale, op het toernooi van Monastir, samen met de Servische Natalija Stevanović – zij verloren van het Italiaanse koppel Sara Errani en Jasmine Paolini.

### Tennis in teamverband
In de periode 2022–2023 maakte Hontama deel uit van het Japanse Fed Cup-team – zij vergaarde daar een winst/verlies-balans van 8–2.

## Posities op deWTA-ranglijst
Positie per einde seizoen:
| jaar | rang enkelspel | rang dubbelspel |
| ---- | -------------- | --------------- |
| 2016 | 734            |                 |
| 2017 | 916            | 1094            |
| 2018 | 402            | 833             |
| 2019 | 381            | 506             |
| 2020 | 330            | 553             |
| 2021 | 150            | 576             |
| 2022 | 212            | 512             |
| 2023 | 124            | 109             |

## Resultaten grandslamtoernooien
| Legenda | Legenda                          |
| ------- | -------------------------------- |
| g.t.    | geen toernooi gehouden           |
| l.c.    | lagere categorie                 |
| –       | niet deelgenomen                 |
| G       | uitgeschakeld in de groepsfase   |
| 1R      | uitgeschakeld in de eerste ronde |
| 2R      | uitgeschakeld in de tweede ronde |
| 3R      | uitgeschakeld in de derde ronde  |
| 4R      | uitgeschakeld in de vierde ronde |
| KF      | uitgeschakeld in de kwartfinale  |
| HF      | uitgeschakeld in de halve finale |
| F       | de finale verloren               |
| W       | het toernooi gewonnen            |
| w-v     | winst/verlies-balans             |

### Enkelspel
| toernooi        | 2022 |    | 2024 |
| --------------- | ---- | -- | ---- |
| Australian Open | –    | 1R |      |
| Roland Garros   | –    | –  |      |
| Wimbledon       | 2R   | –  |      |
| US Open         | –    |    |      |

## Palmares
| Legenda                 |
| ----------------------- |
| Grandslamtoernooi       |
| Olympische Spelen       |
| Year-End Championships  |
| Premier Mandatory       |
| Premier Five / WTA 1000 |
| Premier / WTA 500       |
| International / WTA 250 |
| Challenger / WTA 125    |

### WTA-finaleplaatsen enkelspel
geen

### WTA-finaleplaatsen vrouwendubbelspel
| nr.              | finale     | toernooi     | ondergrond | partner             | tegenstandsters             | score            |         |
| ---------------- | ---------- | ------------ | ---------- | ------------------- | --------------------------- | ---------------- | ------- |
| gewonnen finales |            |              |            |                     |                             |                  |         |
| geen             |            |              |            |                     |                             |                  |         |
| verloren finales |            |              |            |                     |                             |                  |         |
| 1.               | 2023-10-21 | WTA Monastir | hardcourt  | Natalija Stevanović | Sara Errani Jasmine Paolini | 6-2, 6-7, [6-10] | details |